# Psyllobora plagiata
Psyllobora plagiata – gatunek chrząszcza z rodziny biedronkowatych i podrodziny Coccinellinae.
Gatunek ten opisany został po raz pierwszy w 1908 roku przez Charlesa F.A. Schaeffera na łamach „Journal of the New York Entomological Society”. Jako miejsce typowe wskazano Huachucha Mountains w stanie Arizona. Psyllobora koebelei zsynonimizowana została z omawianym gatunkiem w 1985 roku przez Roberta Gordona.
Chrząszcz o ciele szeroko-owalnym w zarysie, grzbietobrzusznie przypłaszczonym, długości od 2,5 do 3,1 mm i szerokości od 2,2 do 2,5 mm. Głowa jest owłosiona. Czułki mają nabrzmiały i nieco spłaszczony człon nasadowy. Ubarwienie tła wierzchu ciała jest jasnożółte. Na przedpleczu znajduje się kilka małych, brązowych kropek. W tyle pokryw leży para dużych, wyraźnych, brązowych plam przedwierzchołkowych nie dochodzących do szwu. Plamkowanie pozostałej części pokryw jest silnie zredukowane, obecne co najwyżej w postaci małych kropek; zwykle obecne są kropki przykrawędziowe.
Owad nearktyczny, endemiczny dla południowej Arizony na południu Stanów Zjednoczonych. Znany tylko z pasm Huachucha Mountains i Santa Catalina Mountains.